# خليفة سليمان خليفة
خليفة سليمان خليفة (بالإنجليزية: Khalifa Suleiman Khalifa)‏ هو سياسي تنزاني، ولد في 9 أغسطس 1956 بسلطنة زنجبار. حزبياً، نشط في الجبهة المتحدة المدنية. وقد انتخب عضو الجمعية الوطنية لتنزانيا.